# Antropització

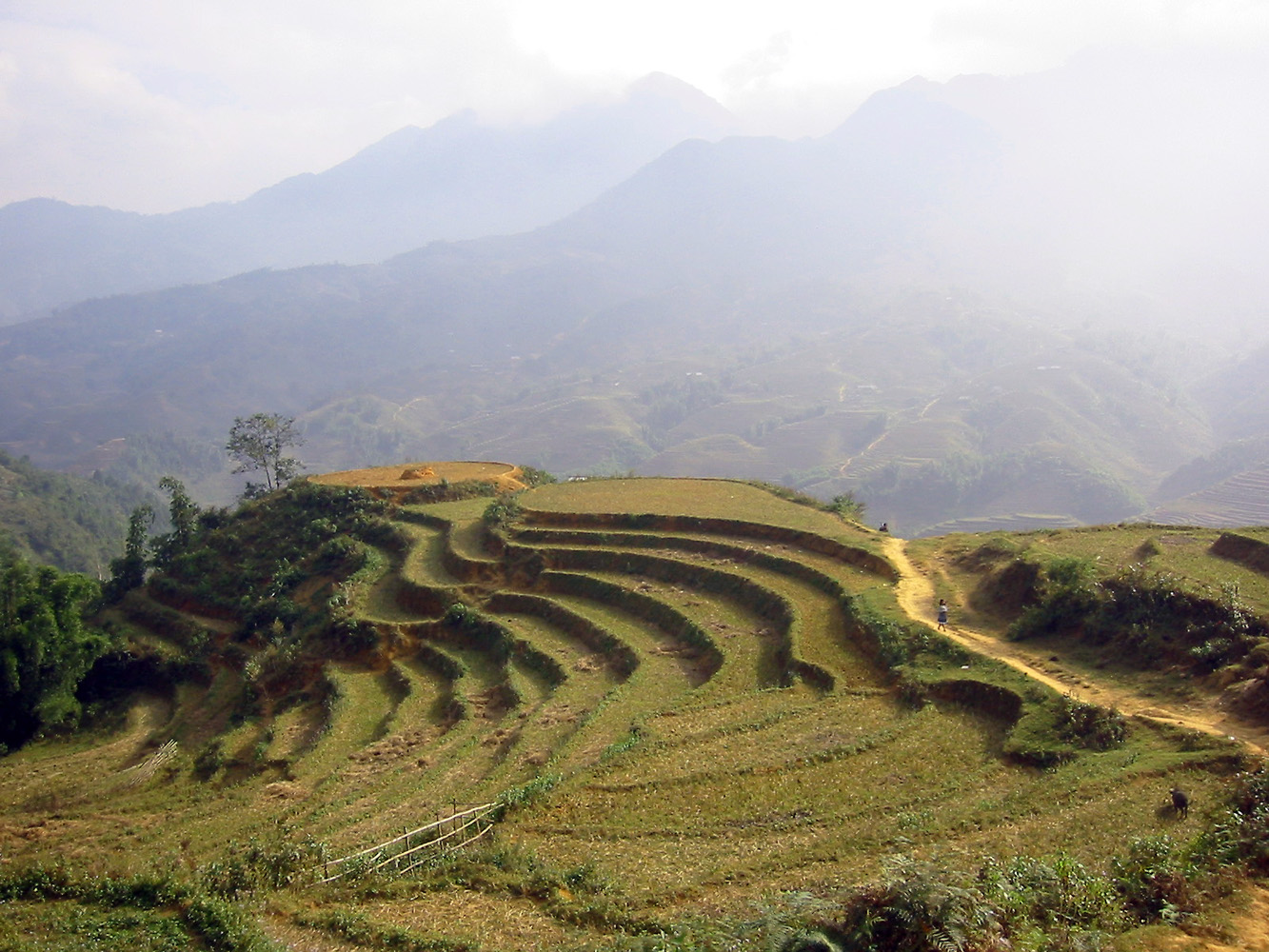
Transformació del terreny per a agricultura al Vietnam.

L'antropització és la transformació que exerceix l'ésser humà sobre el medi ambient, ja siga sobre el biòtop o la biomassa. També un animal que interacciona permanentment amb un humà pot ser antropitzat conductualment.
L'erosió antròpica és el procés d'acció humana que degrada el terreny i el sòl.
Es pot qualificar una zona antropitzada tot i que sembli natural, com ara els prats que han estat desforestats pels humans. Pot ser difícil determinar quant s'ha antropitzat un lloc en el cas de la urbanització, ja que cal estimar l'estat del paisatge abans d'una acció humana important.

## Causa
Les primeres etapes conegudes de l'antropització es poden trobar des del Neolític i les terres de conreu bàsiques creades en aquell temps. Amb la població de humans en creixement continu, la terra que proporciona la Terra s'ha apropiat al llarg dels anys. La petjada ecològica creada per l'antropització està creixent contínuament malgrat les millores d'eficiència i tècniques realitzades en l'antropització.
Ja sigui antropitzada o no, totes les terres han estat reivindicades en poques ubicacions. Fora dels cercles àrtics i antàrtics àmpliament inhòspits i de grans porcions d'altres paisatges habitables, gran part del món ha estat utilitzat o alterat d'alguna manera directa pels humans. La terra s'ha apropiat per moltes raons diferents, però en última instància, el resultat és generalment un benefici a curt termini per als humans. Una zona antropitzada és una manera d'aconseguir que la terra estigui disponible per a l'habitatge, per collir els recursos, per crear espai per alguna raó antropològica o moltes altres possibilitats.

## Transformació conductual antròpica sobre éssers vius
La interacció permanent dels animals domèstics amb l'home produeix certs graus d'antropització, ja siga apresa per repeticions o per costums co-habitacionals. Per exemple, un gos com a mascota pot adquirir certes conductes que emulen la conducta humana, caminar sobre dues potes, manipular un pany o un botó d'alerta, etc. Un gos per a cec, aprèn a reconèixer les condicions de trànsit, un mico pot manipular un control de televisió o un telèfon. El millor exemple són els animals de circ.

## Transformació geogràfica del medi per l'activitat humana
El terme és utilitzat per a referir-se en forma general a tota transformació que l'home produeix sobre el mitjà, ja sigui urbanització, agricultura, silvicultura, introducció d'espècies exòtiques en general, desmunti, mineria, estesa de cables, construcció de camins i ponts, dragatge de vies navegables, construcció de dics i embassaments, etc. Moltes vegades, la gran antropització de la naturalesa elimina grans ecosistemes complexos, exterminant espècies i generant pèrdua de biodiversitat i d'equilibri al planeta. Avui dia podem veure les devastadores conseqüències de casos extrems d'antropització com la gegantesca desforestació de l'Amazònia, les centrals hidroelèctriques que tallen el riu en dos dividint així moltes espècies. També s'inclou en açò les grans ciutats que creixen envaint llocs on abans existien rics ecosistemes.

## Processos i efectes

### Agricultura
L'origen de moltes formes primeres de civilització, és a dir, l'agricultura ha estat un motiu principal de l'antropització. Per conrear aliments o criar animals, els humans han de modificar la terra –fins i tot el sòl o construir estructures– per a facilitar l'agricultura. Això pot provocar una erosió i contaminació del sòl (pesticides, emissions de gasos d'efecte hivernacle, etc.). Posteriorment, provoca la fragmentació de l'hàbitat i, en general, una major petjada ecològica. L'agricultura i la indústria sovint es solapen i la indústria produeix molts d'aquests efectes també.

### Desenvolupament urbà
Especialment amb aproximadament 7,5 mil milions d'humans que habiten a la Terra, normalment s'alinea amb un augment de les residències a tot el món. Amb els anys, els humans s'han construït les seves estructures a la terra per satisfer les seves necessitats i necessitats. Aquestes accions van des de petits pobles fins a fàbriques massives, parcs aquàtics i apartaments. La urbanització i el desenvolupament de residències humanes poden afectar significativament el medi ambient. L'espai físic dels edificis no només fragmenta els hàbitats i possiblement posa en perill les espècies, sinó que altera fonamentalment l'hàbitat per a qualsevol altre ésser viu. Per a algunes espècies, aquest efecte pot ser inqüestionable, però per a molts això pot tenir un impacte dramàtic. La biosfera està molt interconnectada i això vol dir que si un organisme està afectat, els altres organismes dins d'aquesta ecosistema i la cadena alimentària també es veuen afectats.
A més, durant el segle passat, qualsevol zona urbanitzada requereix carreteres de transport. Aquest transport és una font continuada de contaminació i les carreteres poden ser una font d'erosió del sòl.

### Indústria i tecnologia
Per donar suport als humans, els edificis i processos industrials són aparentment essencials. El desenvolupament urbà i l'agricultura requereixen que les persones produeixin, perfeccionin o construeixin moltes coses. La clau d'això és que les fàbriques exigeixen que la gent reuneixi els materials que necessiten per crear un producte. L'ampli ventall de productes en aquesta època antropològica utilitza una gran quantitat de substàncies que s'han de collir o produir. Molts d'aquests materials no són renovables (per exemple, combustibles fòssils, minerals metàl·lics, etc.) i la collita d'aquests produeix una antropització relativament permanent. Per als recursos que depenen d'una gran quantitat, això també pot suposar un esgotament temporal o un dany a la font del recurs (per exemple, l'esgotament o la contaminació de les reserves d'aigua dolça, la silvicultura indeguda o ineficient, etc.). Fins i tot l'antropització industrial sostenible o renovable encara afecta el medi ambient. Si bé el recurs en qüestió pot no estar en perill, la collita i el processament poden canviar i danyar el medi ambient.

### Ciència
L'antropització també pot ser el resultat d'esforços científics. Es pot manifestar com a construcció d'estructures que ajuden al descobriment i observació científica. Pot anar des d'estructures com ara observatoris o a escala contrària el Gran Col·lisionador d'Hadrons. Aquestes coses i moltes altres es construeixen i serveixen per millorar el coneixement de les ciències. Tanmateix, necessiten espai i energia.

### Energia
Per alimentar la raça humana en creixement, es necessita energia. Les estructures de recollida d'energia estan construïdes per aprofitar l'energia, com ara preses, molins de vent i reactors nuclears. Aquestes fonts d'energia alimenten finalment la resta d'activitats antropològiques i són essencials d'aquesta manera. Tanmateix, molts d'aquests mètodes tenen conseqüències. Amb les preses, la construcció a banda, poden provocar inundacions, fragmentació de l'hàbitat i altres efectes. Amb els reactors nuclears, tenen un efecte durador perquè normalment una vida útil d'aquests és d'uns 50 anys i després s'han de tractar els residus nuclears i l'estructura mateixa s'ha d'apagar i no es pot utilitzar més. Disposar de manera segura aquests residus fins i tot de baix nivell poden trigar centenars d'anys, augmentant-los cap amunt amb l'augment de la radioactivitat. Per produir i com a resultat d'aquesta producció d'energia es necessita molta terra antropitzada.

## Evolució de l'antropització

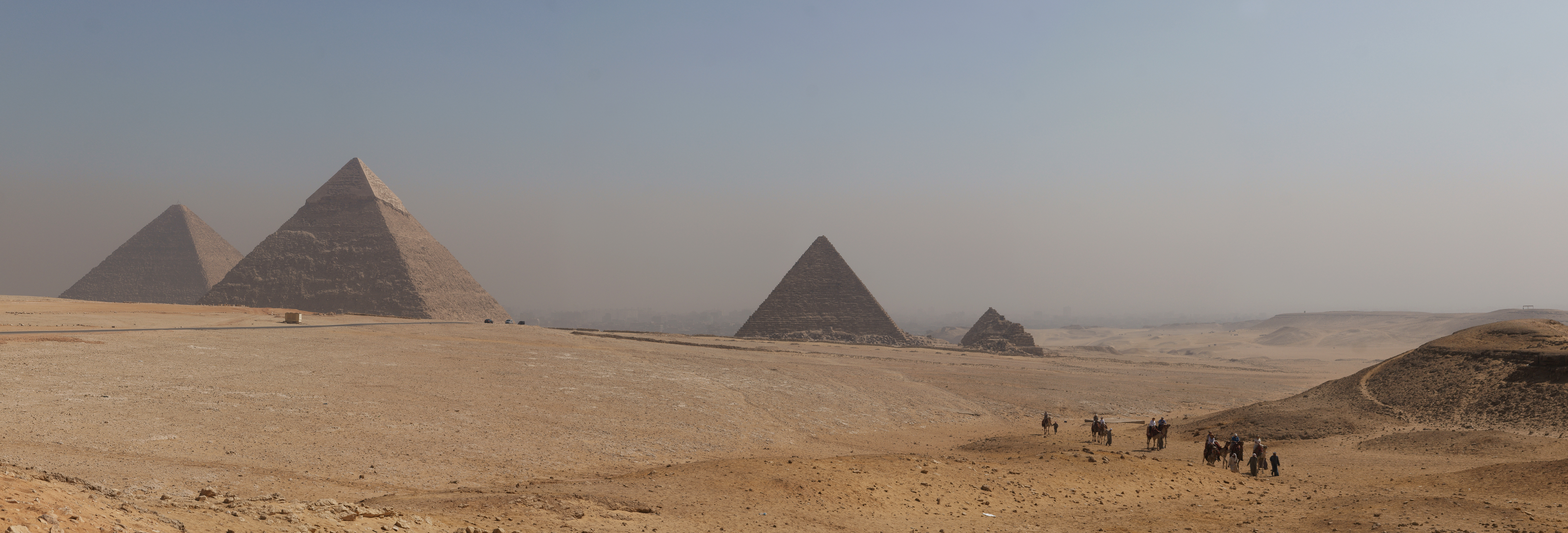
Un exemple de l'antropització antiga; el complex de les piràmides de Guiza, Egipte.

Els canvis en la població afecten directament l'impacte antropològic, però els canvis en la tecnologia i el coneixement han canviat molt l'antropització a tot l'Holocè. Les eines i mètodes que els humans utilitzen per antropitzar-se han canviat dràsticament. Per exemple, les grans piràmides a Egipte no van ser construïdes per alguna màquina gran, sinó per milers d'humans. Encara van ser capaços de construir monuments massius, però l'eficàcia dels seus esforços i els danys ambientals és molt diferent que avui en dia. Això demostra que l'efecte ambiental de l'antropització moderna és generalment més gran, no només per l'augment de la població. La contaminació i la pèrdua de biodiversitat a Egipte eren en gran manera naturals, no causades per l'home i l'antropització existia a un nivell molt inferior.
A mesura que la població humana de la Terra augmenti, aquesta antropització continuarà evolucionant.